# Rathausplatz Kaunas

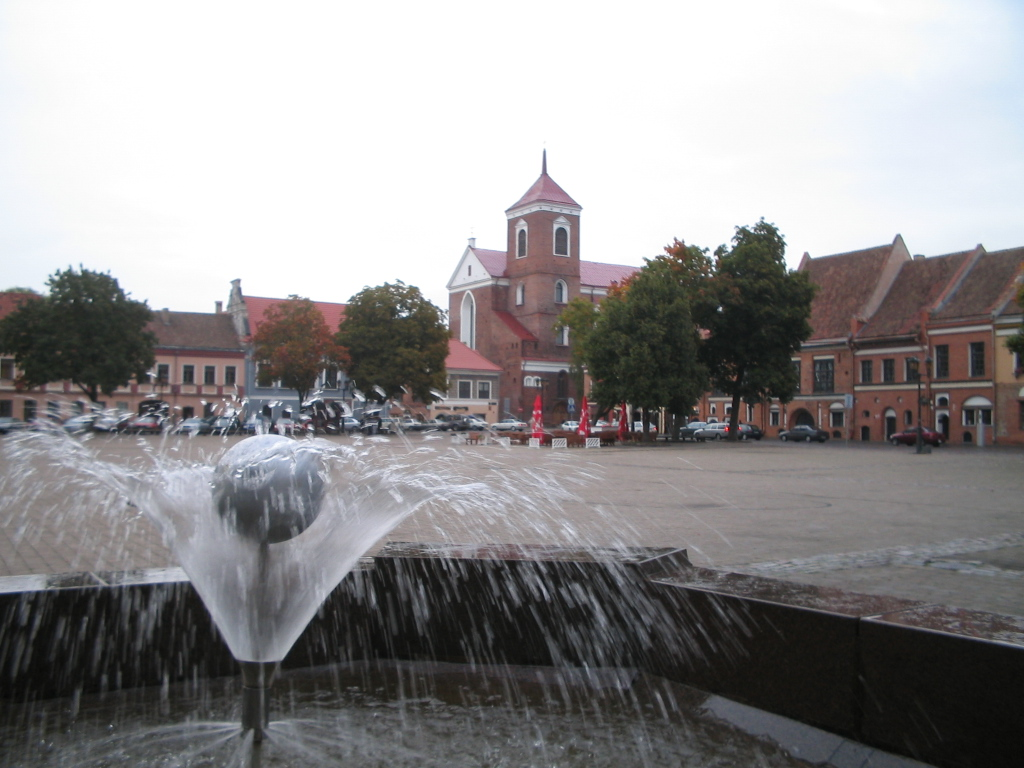
Springbrunnen am Rathausplatz

Der Rathausplatz Kaunas (litauisch Kauno rotušės aikštė) ist der älteste Platz in Litauens zweitgrößter Stadt Kaunas. Er befindet sich in der historischen Altstadt. Am Rathausplatz liegen die Peter-und-Paul-Kathedrale, die Jesuitenkirche mit dem Jesuiten-Gymnasium und das historische Rathaus.

## Geschichte
Im 15. Jahrhundert gab es hier neun Wachsschmelzwannen (Öfen). Eine wird seit 2002 als Exponat ausgestellt.
Im Mittelalter gab es auf dem Marktplatz viele Messen und Märkte. Heute finden hier verschiedene kulturelle Veranstaltungen statt, insbesondere vor Weihnachten.